# Seriana kotwica
Seriana kotwica är en insektsart som beskrevs av Irena Dworakowska 1981. Seriana kotwica ingår i släktet Seriana och familjen dvärgstritar. Inga underarter finns listade i Catalogue of Life.